# Geschützter Landschaftsbestandteil Feldgehölz südlich Margarethenhof
Der Geschützte Landschaftsbestandteil Feldgehölz südlich Margarethenhof mit einer Flächengröße von 1,71 ha liegt nördlich von Leitmar im Stadtgebiet von Marsberg. Das Gebiet wurde 2008 mit dem Landschaftsplan Marsberg durch den Kreistag des Hochsauerlandkreises als Geschützter Landschaftsbestandteil (LB) ausgewiesen. Der LB ist umgeben vom Landschaftsschutzgebiet Margarethenhof.

## Beschreibung
Der Landschaftsplan führt zum LB aus: „Das Schutzobjekt umfasst einen Gehölzbestand auf zwei nach Nordwesten bzw. Westen streichenden Kalkrippen am Nordrand des Sauernberges. Sie sind mit starken Buchen (Brusthöhendurchmesser bis 60 cm) und einigen Fichten bestockt. Die Buchen weisen viele Baumhöhlen auf. Am Waldboden tritt teilweise das Ausgangsgestein zu Tage. Die Krautschicht ist gut entwickelt, am Hangfuß zum Grünland hin treten verstärkt Grünlandarten und Störungszeiger auf. In der Mulde zwischen den Rippen hat sich ein größerer Holunderbestand ausgebreitet, der sich nach Süden mit einem niederwaldartig bestockten, feuchteren „Übergangsgürtel“ zwischen Wald und Offenland fortsetzt. Damit ist der gesamte LB reich an ökologisch interessanten Kleinstrukturen auf sehr unterschiedlichen Standortbedingungen und vermittelt hervorragende Eindrücke im Landschaftsbild (sowohl unmittelbar „im Objekt“ als auch in der Fernwirkung; dies insbesondere mit den Großbäumen auf der nach Westen ausstreichenden Kalkrippe, die nördlich und südlich von Offenland umgeben ist). Eine einzelstammweise, dem Schutzzweck nicht zuwiderlaufende forstliche Nutzung der Bäume ist von der Festsetzung unberührt.“

## Schutzzweck
Die Ausweisung als LB erfolgte:
- Zur Erhaltung, Entwicklung oder Wiederherstellung der Leistungs- und Funktionsfähigkeit des Naturhaushaltes
- Zur Belebung, Gliederung oder Pflege des Orts- und Landschaftsbildes
- Zur Abwehr schädlicher Einwirkungen

Der LB stellt, wie die anderen LBs im Landschaftsplangebiet, einen herausragenden Lebensraum für die ökologischen Leistungsfähigkeit des Naturhaushaltes dar. Dient ferner als landschaftsgliederndes und -belebendes Element. Die Ausweisung dient der Abwehr realer oder potenzieller schädlicher Einwirkungen durch Pflanzenentnahme, Relief- oder Gewässerveränderungen usw.